# دانيال ليفينسون
دانيال ليفينسون (بالإنجليزية: Daniel Levinson)‏ هو عالم نفس أمريكي، ولد في 28 مايو 1920 في نيويورك في الولايات المتحدة، وتوفي في 12 أبريل 1994 في نيو هيفن في الولايات المتحدة.

## وصلات خارجية
- دانيال ليفينسون على موقع الموسوعة البريطانية (الإنجليزية)